# Слупія (гміна, Єнджейовський повіт)
Гміна Слупія (пол. Gmina Słupia) — сільська гміна у східній Польщі. Належить до Єнджейовського повіту Свентокшиського воєводства.
Станом на 31 грудня 2011 у гміні проживало 4398 осіб.

## Територія
Згідно з даними за 2007 рік площа гміни становила 107.88 км², у тому числі:
- орні землі: 81.00%
- ліси: 13.00%

Таким чином, площа гміни становить 8.58% площі повіту.

## Населення
Станом на 31 грудня 2011:
| Опис     | Загалом | Загалом | Чоловіки | Чоловіки | Жінки | Жінки |
| -------- | ------- | ------- | -------- | -------- | ----- | ----- |
| одиниця  | осіб    | %       | осіб     | %        | осіб  | %     |
| все      | 4398    | 100     | 2186     | 49.70    | 2212  | 50.30 |
| міське   | 0       | 100     | 0        |          | 0     |       |
| сільське | 4398    | 100     | 2186     | 49.70    | 2212  | 50.30 |

## Сусідні гміни
Гміна Слупія межує з такими гмінами: Жарновець, Москожев, Наґловіце, Сендзішув, Щекоцини.